# Pseudomantis albomarginata
Pseudomantis albomarginata är en bönsyrseart som beskrevs av Sjöstedt 1918. Pseudomantis albomarginata ingår i släktet Pseudomantis och familjen Mantidae. Inga underarter finns listade i Catalogue of Life.